# El seductor de la patria
El seductor de la patria es una novela del escritor mexicano Enrique Serna que reconstruye la figura del dictador Antonio López de Santa Anna. Publicada el 1 de enero de 1999 en México bajo el sello editorial Planeta DeAgostini.
El título de la novela es una referencia al libro Siglo de caudillos de Enrique Krauze, en donde titula como «Seductor de la patria» al capítulo dedicado a Antonio López de Santa Anna.
En el año 2000, la obra fue ganadora del Premio Mazatlán de Literatura.

## Resumen
La novela reconstruye la vida de uno de los personajes más controvertidos de la historia mexicana, la del militar y dictador mexicano Antonio López de Santa Anna. Erigido en el poder en once ocasiones durante las décadas subsiguientes a la independencia mexicana, en la cual se le ha culpado, entre otras cosas, de la derrota en la lucha de la Independencia de Texas en el año 1836 y del fracaso de la guerra de México con Estados Unidos, que supuso la pérdida de la mitad del territorio nacional. 
La novela conforma una especie de biografía novelada de Santa Anna en forma de cartas. Junto a las cartas que los diferentes personajes se intercambian, se encuentran también los testimonios de otros personajes históricos y cercanos al dictador. Estos testimonios se presentan en forma de fragmentos de diarios, decretos, discursos, actas, y otros documentos de carácter histórico, que tienen la función de completar la información obtenida por los principales narradores y refutar la versión ofrecida por Santa Anna de su vida pública y privada.
El formato en cartas también permite que algunos personajes se conviertan en narradores y que incluyan su versión del pasado dentro de las cartas. 
Los narradores principales del relato de las memorias del dictador son el propio Santa Anna, el excoronel y su amigo personal, Manuel María Giménez, y el hijo de Santa Anna, Manuel. 
El momento histórico elegido por Enrique Serna para citar a estos personajes es el año 1874, un momento de declive en todos los sentidos donde, nos encontramos con un Santa Anna viejo y derrotado que vuelve a México gracias a la amnistía decretada por el presidente Sebastián Lerdo de Tejada. 
Santa Anna es para ese entonces un anciano ciego y enfermo que ha vuelto del exilio para encontrarse con un pueblo que o sigue odiándolo o lo ha olvidado. Ante esta situación Santa Anna se propone a escribir sus memorias y que responden a sus ansias de limpiar su nombre. Para obtener mayor legitimidad y credibilidad a sus memorias, Santa Anna decide escribirlas en forma de biografía pidiéndole a su hijo Manuel que sea su biógrafo oficial. Santa Anna se compromete a escribir sus memorias él mismo pero cederlas a Manuel para que éste las muestre a las generaciones futuras. Así pues, desde un principio Santa Anna manifiesta el objetivo de redactar su autobiografía para promover un juicio de su persona más humano y favorecedor. Aunque Santa Anna le pide a su hijo que no disimule sus defectos, para que la obra fuera más convincente debía minimizarlas y mostrar más sus actos de valentía y heroísmo. Esta versión de la historia según Santa Anna abarca toda su vida pero se detiene especialmente en los momentos históricos de mayor triunfo político y militar. Serán otros narradores, como sus hijos Ángel y Manuel, los que o bien aporten su testimonio sobre los actos más controvertidos en torno a Santa Anna.
El contenido de las memorias comienza con el relato de la infancia y adolescencia de Santa Anna y su temprana iniciación militar como cadete, en donde toma parte en la guerra de la Independencia de México, iniciando sus acciones en el ejército español bajo el mando del coronel Joaquín de Arredondo. Sin embargo, años después y tras la firma del Plan de Iguala de Agustín de Iturbide y Vicente Guerrero, en donde se glorifica la Independencia de México, Santa Anna cambia de bando. A partir de entonces, comienza su ascensión social y política, caracterizada por su falta de integridad e ideales políticos y sus continuas rebeliones y cambios de bando.
El relato de la vida de Santa Anna es una sucesión de luchas por el poder, de intermitentes regímenes dictatoriales, de largas estadías en alguna de sus numerosas haciendas y de destierros. Las memorias se detienen especialmente en sus victorias militares o en sus actos heroicos como, por ejemplo, la Batalla de Tampico en donde Santa Anna derrota definitivamente a los españoles en una de sus victorias más aplastantes, o la Batalla de San Juan de Ulúa (1838) en Veracruz ante los franceses, donde pierde el pie izquierdo y es elevado por ello a la categoría de mártir y héroe de la patria.
Santa Anna también se detiene en el relato de su época más controvertida, la de la larga lucha contra los Estados Unidos. Aunque Santa Anna pone énfasis en el relato de la victoria mexicana en la Batalla de El Álamo, también narra la emboscada de que son víctimas por parte de los norteamericanos, y su posterior fuga y arresto. Su puesta en libertad en 1837, la posterior pérdida de Texas y la firma del Tratado de Guadalupe Hidalgo, en los que México cede a los Estados Unidos los territorios de Colorado, Nuevo México y Alta California, ganándose el descontento del pueblo y la acusación de traidor por los liberales. Santa Anna huye del país refugiándose primero en Jamaica y después en un pueblo de Nueva Granada. Sin embargo, una sublevación le lleva de nuevo al poder en 1853 donde vuelve a imponer un régimen dictatorial hasta 1855 cuando Juan Álvarez e Ignacio Comonfort lo echan del poder con la Revolución de Ayutla, dando muerte a su vida política, saliendo rumbo al exilio y posteriormente tratando de regresar en numerosas ocasiones sin éxito, hasta la llegada del Segundo Imperio Mexicano . Es ahí cuando Santa Anna tiene de nuevo la oportunidad de regresar al país con la condición de no tener participación alguna en la política. Sin embargo, el mismo día de su llegada Santa Anna es desterrado de México por escribir un manifiesto. La narración de su declive político la lleva a cabo su hijo ilegítimo Ángel, quien cuenta las estafas de la que es víctima Santa Anna durante su destierro en la isla de Santo Tomás, en Bahamas. Su ambición por gobernar le lleva a volver a México una vez más, donde es arrestado y sometido a juicio por traición a la patria en el año de 1867 siendo presidente Benito Juárez finalmente Santa Anna es sentenciado a ocho años de exilio, al cabo de los cuales vuelve a su país para morir de diarrea crónica en el año de 1876 en su casa ubicada en la calle Vergara hoy Bolívar, ubicada en el Centro Histórico de la Ciudad de México.

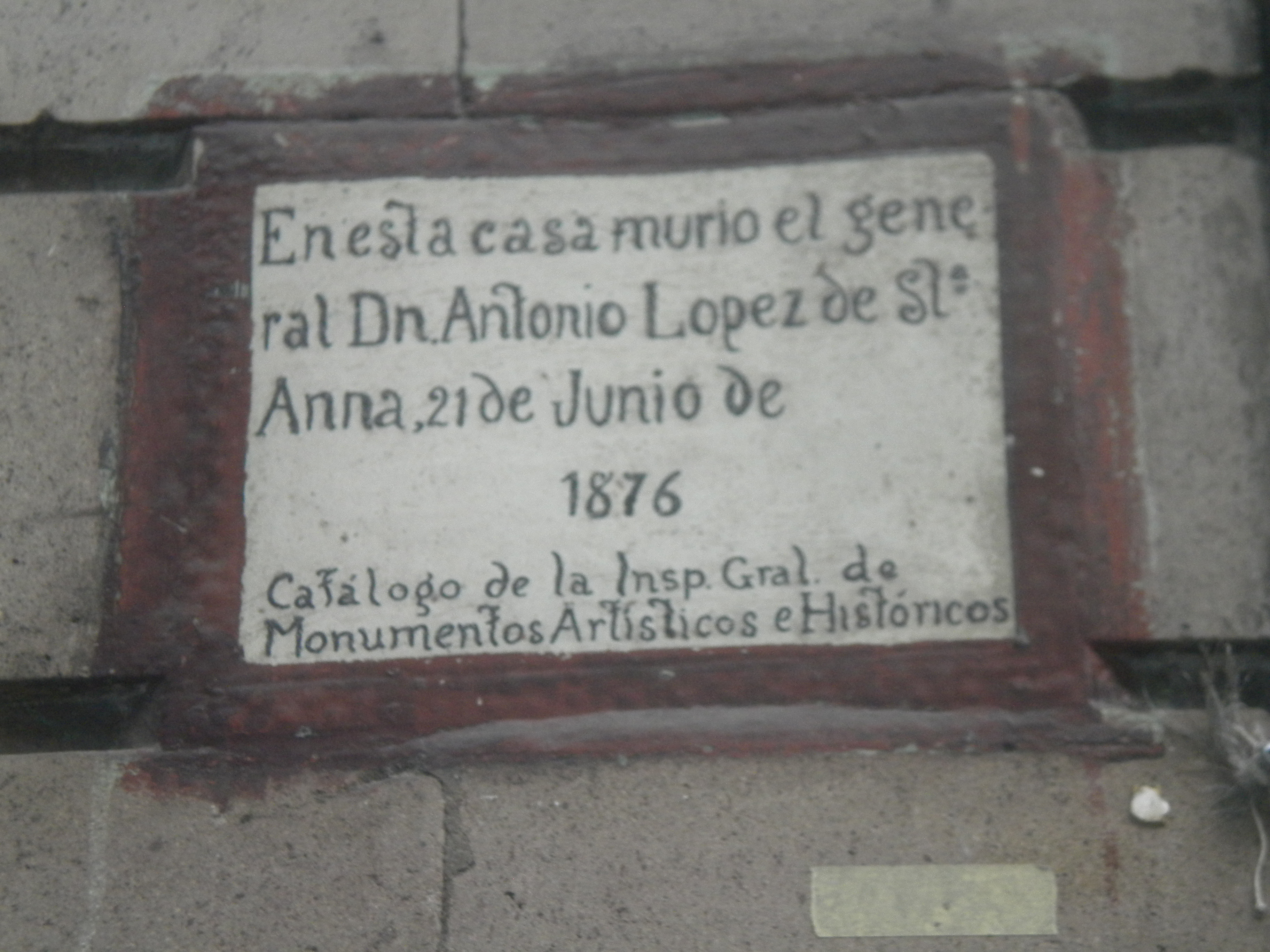
Placa conmemorativa de la Casa de Antonio López de Santa Anna

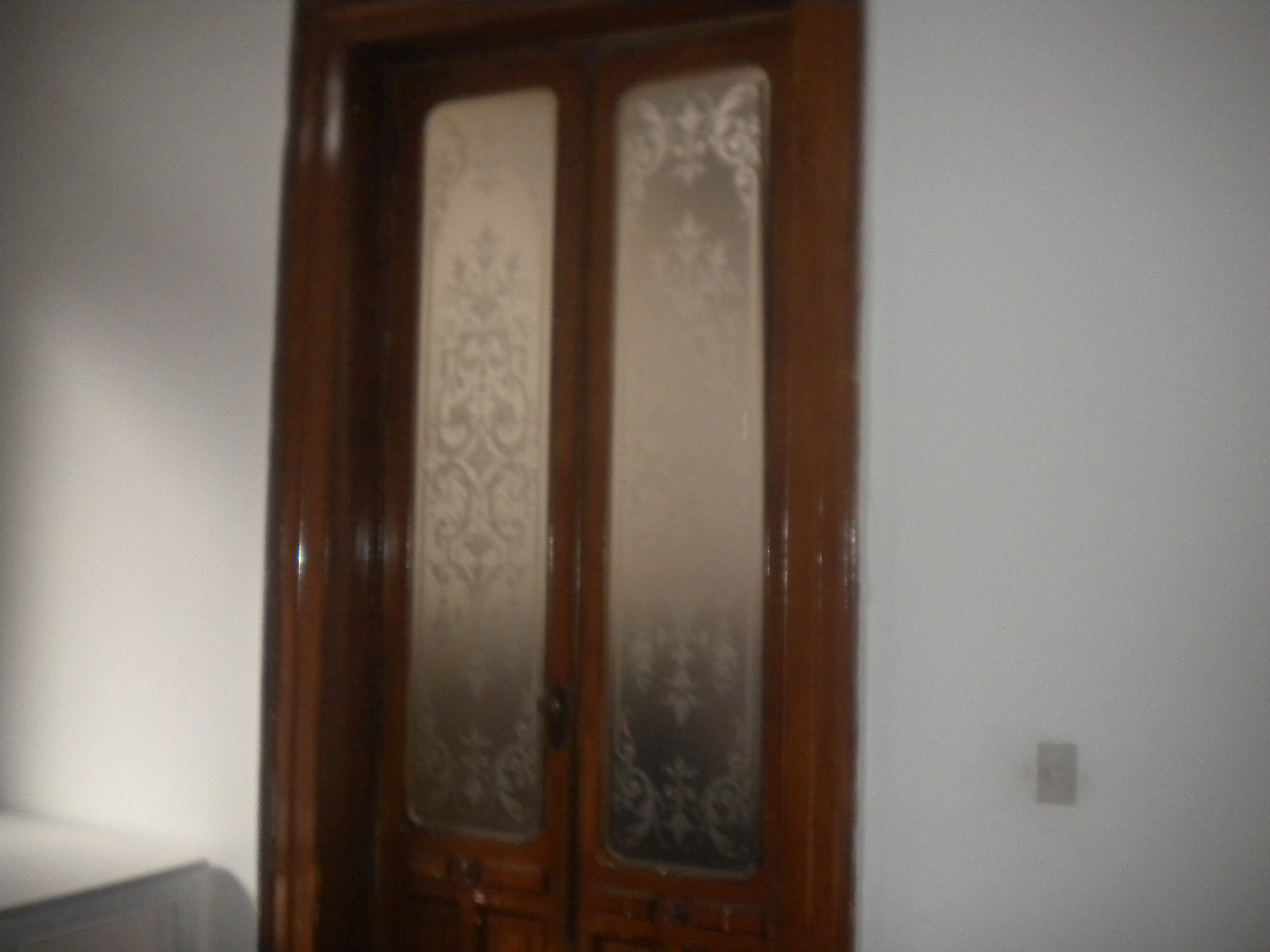
Cuarto donde murió Antonio López de Santa Anna

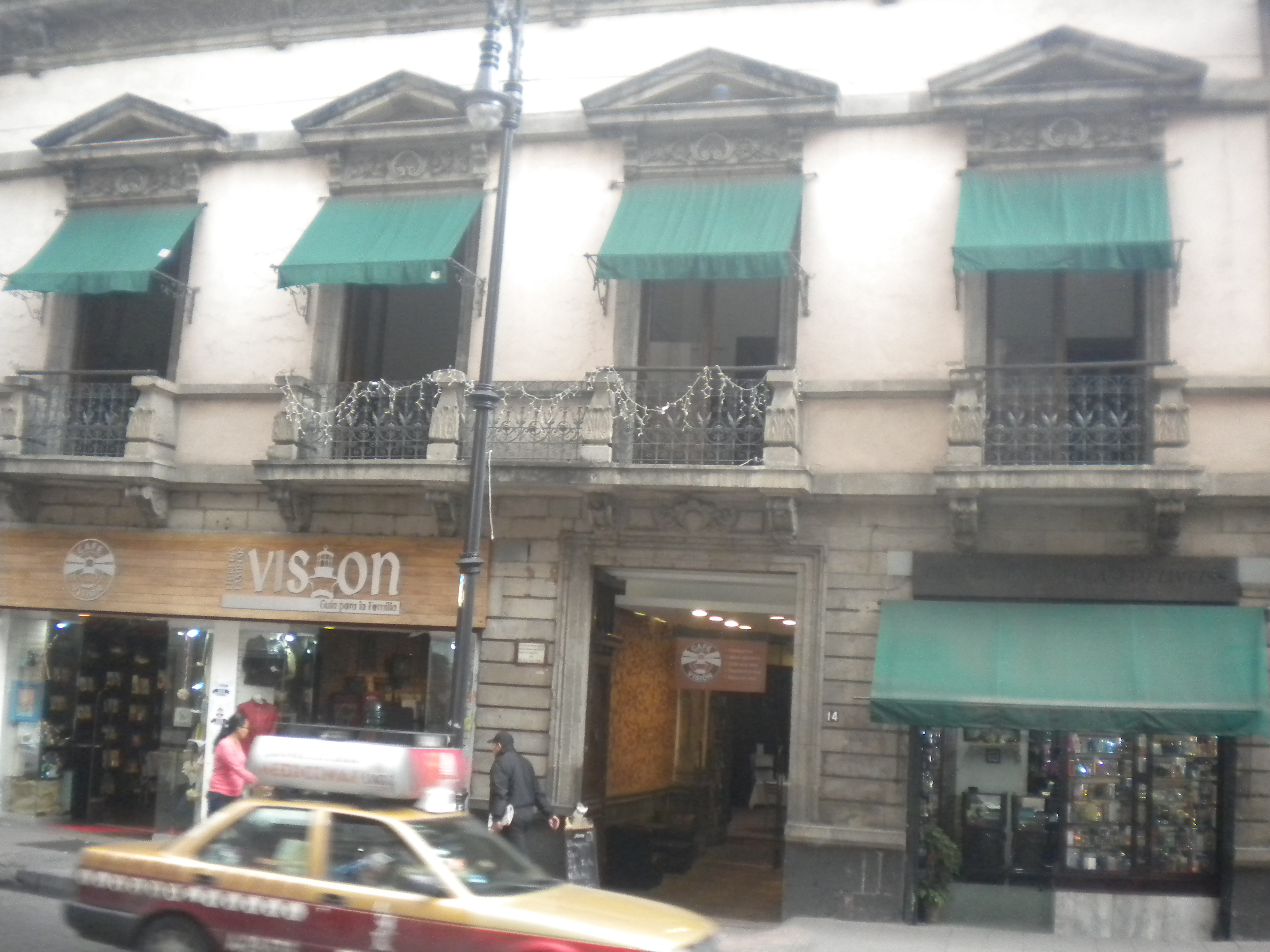
En esta casa murió el general presidente, Antonio López de Santa Anna, y es en dónde escribe la mayoría de sus memorias.

## Personajes

### Principales
- Antonio López de Santa Anna Fue Presidente de México en once ocasiones, instaurado como dictador vitalicio con el tratamiento de Alteza Serenísima, aunque derrocado años más tarde. A lo largo de su extensa carrera política fue considerado ambiguo por participar en facciones contrarias, ya fuera con realistas, monárquicos, republicanos, unitarios, federales, liberales y/o conservadores.
- Manuel María Giménez Ayudante de campo de Santa Anna en la Primera Intervención francesa en México, donde un cañonazo lo dejó manco. Defendió con la pluma a su antiguo jefe en muchas polémicas y fue uno de los pocos amigos que nunca lo abandonó. Era español y hablaba francés.
- Manuel López de Santa Anna Hijo legítimo de Santa Anna, procreado con su primera esposa, Inés de la Paz García. Acompañó a su padre al exilio y quedó en la ruina cuando Santa Anna fue timado por unos estafadores, posteriormente se convierte en el biógrafo oficial de éste, escribiendo todas sus memorias.

### Secundarios
- Benito Juárez : Presidente de México desde 1859 hasta su muerte en 1872. Cuando fue gobernador de Oaxaca prohibió a Santa Anna la entrada a su estado en el año de 1847. En venganza, Santa Anna lo envió al exilio. Recién terminada la guerra contra el Imperio, mandó encarcelar a Santa Anna en el castillo de San Juan de Ulúa y ordenó que se le instruyera proceso por haber apoyado a Maximiliano.
- Sebastián Lerdo de Tejada : Presidente de México en el período de 1872-1876. Otorgó una amnistía a los conservadores que permitió a Santa Anna volver del exilio en 1874. Como todos los liberales, consideraba a Santa Anna un traidor y le dispensó un trato humillante.
- Agustín de Iturbide : Principal figura del ejército realista en la guerra de Independencia de México. En 1820, aliado con sus viejos enemigos, encabezó el Ejército Trigarante , que liberó a México del yugo español. En 1822 se hizo coronar emperador. Resentido por su actitud hostil, Santa Anna lo traicionó y proclamó la República .
- Vicente Guerrero : General insurgente que se alió con Iturbide para lograr la consumación de la Independencia de México. El sangriento Motín de la Acordada lo llevó al poder en 1829. Traicionado por el vicepresidente Anastasio Bustamante , huyó de la capital y fue asesinado en Chilapa, Oaxaca
- Ángel López de Santa Anna : Hijo natural de Santa Anna. Fue coronel y combatió a los liberales durante la Revolución de Ayutla
- Joaquín de Arredondo : Coronel español al mando del Regimiento Fijo de Veracruz . fue el primer superior de Santa Anna en el ejército realista. Combatió a los insurgentes en Nuevo Santander y Texas.

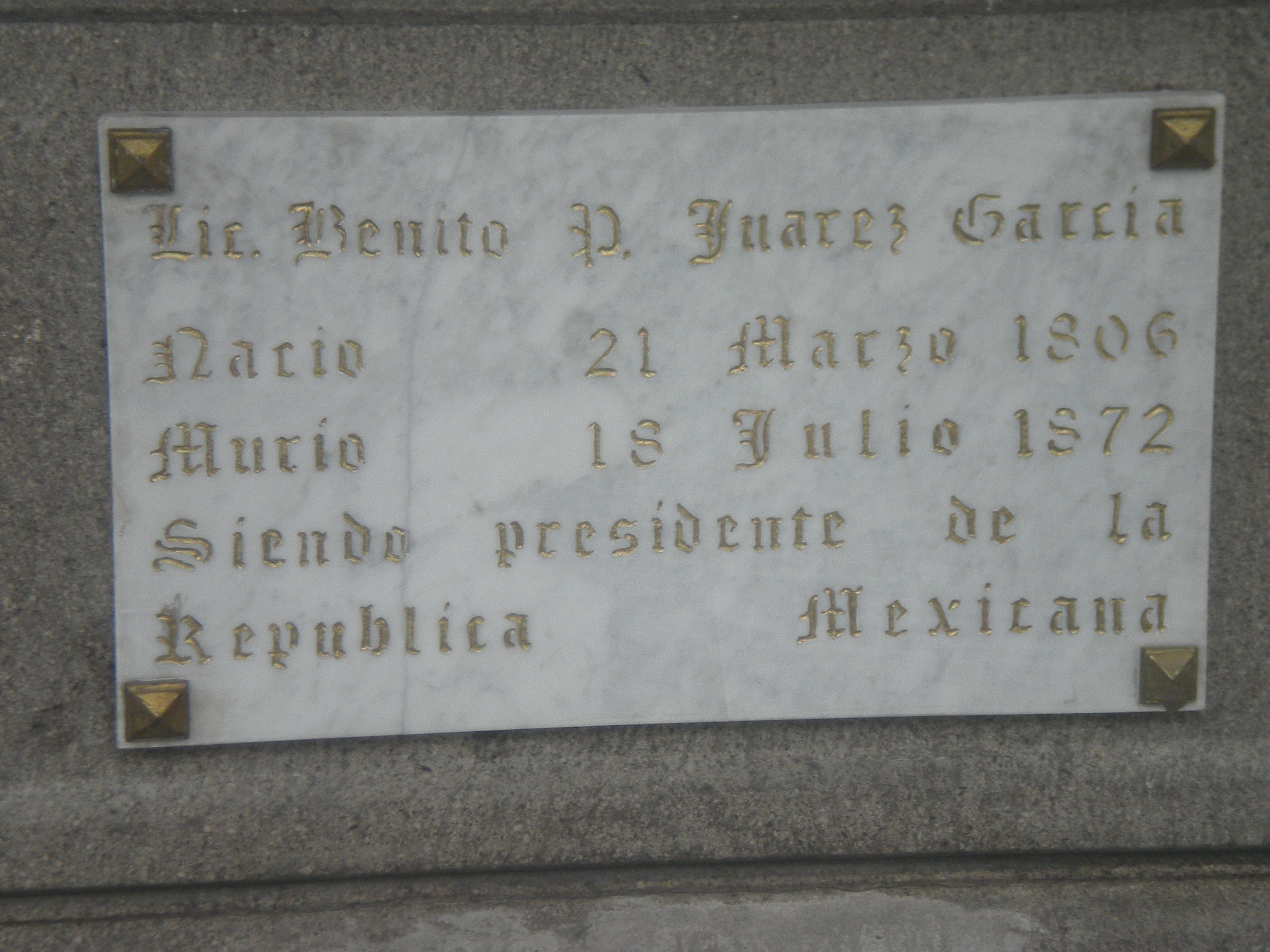
Tumba de Benito Juárez, quien era uno de los enemigos más férreos de Santa Anna

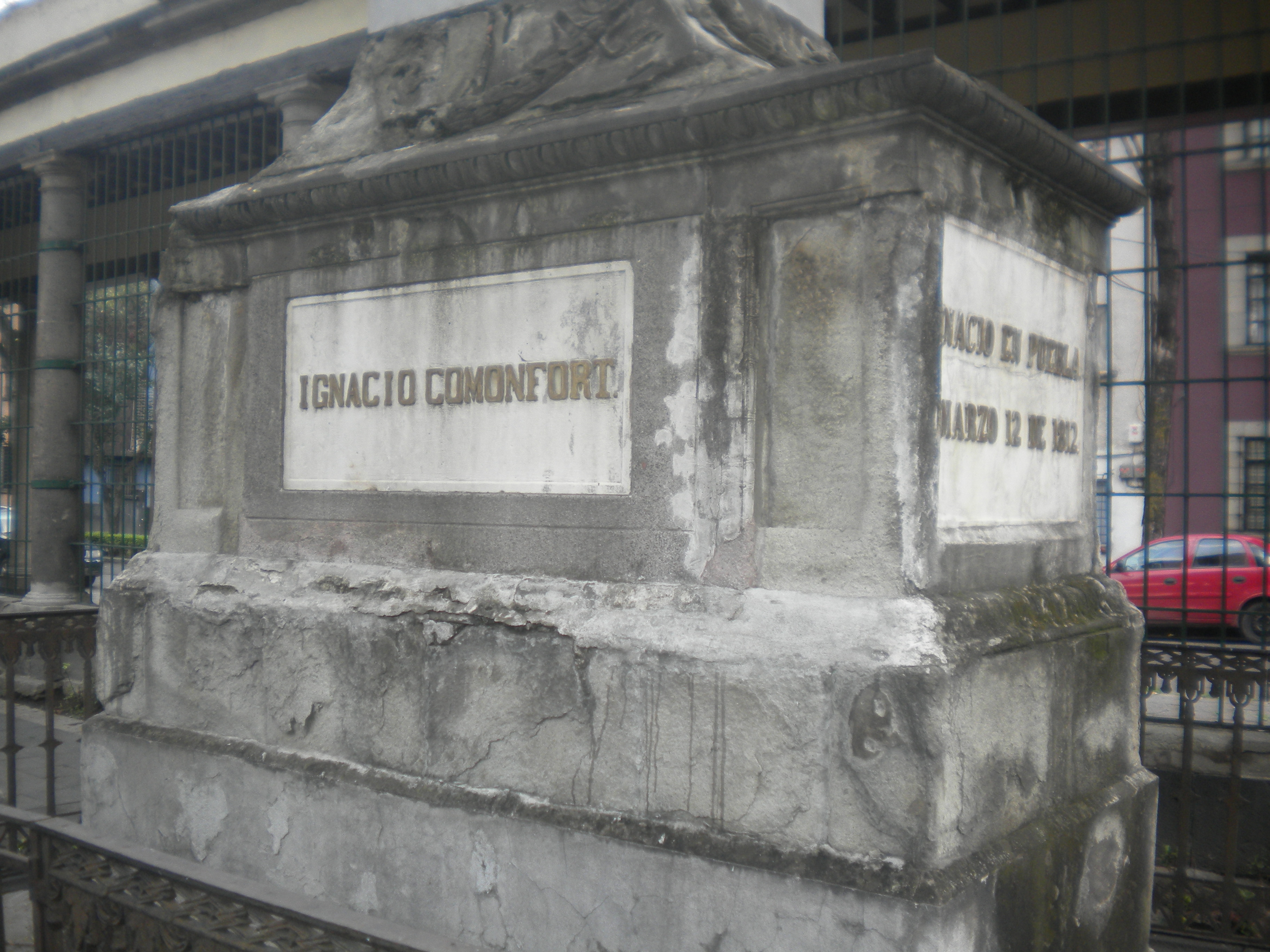
Tumba de Ignacio Comonfort, caudillo de la Revolución de Ayutla, junto con Juan Álvarez cuyo único objetivo era el derrocamiento de Santa Anna

### Premios
Premio Mazatlán de Literatura del año 2000